# Matthew Morison
Matthew Morison (* 7. April 1987 in Burketon, Ontario) ist ein ehemaliger kanadischer Snowboarder. Seine Disziplinen waren Parallelslalom und Parallel-Riesenslalom. Morison lebt in seiner Geburtsstadt Burketon in Ontario.

## FIS-Rennen und Nor-Am Cup
Matthew Morison startete ab 2003 in FIS- und Nordamerika-Cup-Rennen in Kanada und den Vereinigten Staaten. Schon im März 2004 gelang ihm bei einem Slalom der erste Sieg im Nor-Am Cup in Mount St. Louis Moonstone und er konnte sich schnell unter den Besten etablieren. Schon kurz vorher war bei einem FIS-Rennen im selben Skigebiet seiner Heimat Ontario erfolgreich und konnte sich in dieser Serie bis auf ein Rennen seither immer unter den besten Zehn platzieren. Ein weiterer Sieg in einem FIS-Rennen gelang ihm im Dezember 2008 am Patscherkofel in Innsbruck.

## Erfolge als Junior
Sein erster Start in Übersee war bei den FIS Juniorenweltmeisterschaften 2005 in Zermatt, wo er den fünften Platz im Parallel-Riesenslalom belegte. Denselben Platz erreichte er 2006 in Vivaldi Park in Korea. Bei seinen letzten Juniorenweltmeisterschaften 2007 in Bad Gastein konnte mit dem Titelgewinn im Parallelslalom und dem Vize-Titel im Parallel-Riesenslalom groß auftrumpfen.

## Im Weltcup
Im Weltcup debütierte er in der Saison 2005/2006 mit einem 30. und einem 47. Platz im Skigebiet Le Relais in Québec. Schon in der darauffolgenden Saison nahm er regelmäßig an den Bewerben im Weltcup teil. Dem ersten Top-Ten-Platz in Bad Gastein folgten kurze Zeit später im Januar 2007 die ersten Podiumsplatzierungen mit Platz drei im schweizerischen Nendaz und Platz zwei in Schukolowo (Russland). Das folgende Rennen in Furano konnte Morison schließlich gewinnen. Die größeren Erfolge bis dahin hatte er im Slalom eingefahren, der erste Weltcup-Sieg war jedoch ein Riesenslalom. Seinen zweiten Sieg feierte er beim Parallel-Riesenslalom in Valmalenco beim letzten Rennen der Saison 2008. Zuvor stand er sowohl in Gujō als auch in Stoneham jeweils als Dritter auf dem Podium und belegte den siebten Platz in Sungwoo (Korea). In den Gesamtweltcups reichten die Ergebnisse in der Disziplinwertung Parallelslalom und -riesenslalom schon 2006 für einen neunten Rang, 2007 als Achter und 2008 als Vierter in der Disziplin- und Sechster der Overall-Wertung konnte sich Morison jeweils verbessern.
Die Saison 2009 begann Morison mit dem 20. Platz beim Auftaktrennen in Landgraaf im Slalom. In Limone Piemonte siegte er erneut im Riesenslalom und konnte mit dem neunten Platz in Arosa einen Spitzenplatz im Gesamtweltcup und den zweiten Platz der Disziplinwertung Parallel knapp hinter Siegfried Grabner und punktgleich mit Adam Smith festigen. In Kreischberg blieb Morison ohne Spitzenplatz, konnte aber bei den Snowboard-Weltmeisterschaften in Gangwon seinen bis dahin größten Erfolg feiern, als er im Parallel-Riesenslalom Dritter hinter seinem Landsmann Jasey-Jay Anderson und dem Franzosen Sylvain Dufour wurde.

## Erfolge
- 2007 Juniorenweltmeister in Bad Gastein im Parallelslalom
- 2007 Vize-Juniorenweltmeister in Bad Gastein im Parallel-Riesenslalom
- 2007 Sieg beim Weltcup in Furano im Parallel-Riesenslalom
- 2008 Sieg beim Weltcup in Valmalenco im Parallel-Riesenslalom
- 2008 Sieg beim Weltcup in Limone Piemonte im Parallel-Riesenslalom
- 2009 Dritter der Weltmeisterschaft im Parallel-Riesenslalom in Gangwon